# Eumenes acus
Eumenes acus är en stekelart som beskrevs av Giordani Soika. Eumenes acus ingår i släktet krukmakargetingar, och familjen Eumenidae. Inga underarter finns listade i Catalogue of Life.